# Rafał Ekielski
Rafał Ekielski (ur. 26 grudnia 1898 w Krakowie, zm. 18 maja 1969 w Kielcach) – polski inżynier, konstruktor i budowniczy motocykli.

## Życiorys
Syn architekta Władysława Ekielskiego i Zofii Stiasnej. W 1917 ukończył II Liceum Ogólnokształcące im. Króla Jana III Sobieskiego w Krakowie, następnie Wyższą Szkołę Przemysłową w Krakowie. Podczas I wojny światowej powołany do armii austro-węgierskiej, następnie wstąpił do Legionów Polskich. Porucznik rezerwy. Po demobilizacji podjął pracę jako kierownik warsztatów w Zakładach Zjednoczonych Fabryk Maszyn, Kotłów i Wagonów „L.Zieleniewski i Fitzner-Gamper” S.A. Skonstruował wówczas wózek magazynowy napędzany motocyklowym silnikiem Villiers. Po powrocie do Krakowa w 1933 skonstruował wraz z Janem Łazarskim prototyp motocykla Orlę-Villiers 350, nieliczne egzemplarze tego motocykla wyprodukowały Państwowe Zakłady Inżynierii (potwierdzone zostało wyprodukowanie 3 egzemplarzy, które przeznaczone były do rekwizycji na rzecz Wojska Polskiego w 1939), a 6 października 1934 zgłosili do Urzędu Patentowego Rzeczypospolitej Polskiej podwozie bocznego wózka motocyklowego zaopatrzonego w koło, które cofa się przy zderzeniu z przeszkodą (patent został przyznany 24 września 1937, jednakże nie rozpoczęto produkcji).
W 1936 rozpoczął pracę w Hucie „Ludwików”. W 1938 został kierownikiem zespołu projektantów, w skład którego wchodzili E. Merta, B. Piątek, Gwidon Maro oraz Karol Domżał, nowego motocykla SHL. W ramach przygotowań został wysłany do zakładów Villiers Engineering w Wolverhampton celem zapoznania się z przebiegiem produkcji. Do września 1939 wyprodukowano 2000 sztuk motocykla SHL.
Podczas II wojny światowej zbudował kilkanaście motocykli dla oddziałów partyzanckich Armii Krajowej.
Po II wojnie światowej pracował dalej w Hucie „Ludwików” (przemianowanej w 1948 na Kieleckie Zakłady Wyrobów Metalowych), w której prowadził prace projektowe i nadzorował linię produkcyjną. W latach 50. zaprojektował homogenizator wykorzystany do produkcji Majonezu Kieleckiego. Dnia 5 czerwca 2025 r., podczas sesji Rady Miasta Kielce, radni podjęli uchwałę nadającą nazwę rondu imienia Rafała Ekielskiego. Z wnioskiem o nadanie tej nazwy wystąpił Polski Związek Motorowy Zarząd Okręgowy w Kielcach z inicjatywy mieszkańca Kielc Michała Sławińskiego.

## Odznaczenia
- Medal 10 Rocznicy Wojny Niepodległościowej (Łotwa)[5]